# Augustus Tolton
Augustus Tolton (1 de abril de 1854 - 9 de julho de 1897), batizado de Augustine Tolton, foi o primeiro sacerdote católico romano nos Estados Unidos conhecido publicamente por ser negro quando foi ordenado em 1886. ( James Augustine Healy, ordenado em 1854, e Patrick Francis Healy, ordenado em 1864, eram de raça mista . ) Ex- escravo que foi batizado e criado católico, Tolton estudou formalmente em Roma.
Foi ordenado em Roma no domingo de Páscoa de 1886, na Arquibasílica de São João de Latrão. Designado para a diocese de Alton (hoje diocese de Springfield ), Tolton primeiro ministrou em sua paróquia em Quincy, Illinois. Mais tarde designado para Chicago, Tolton liderou o desenvolvimento e a construção da Igreja Católica de Santa Mônica como uma "igreja paroquial nacional " negra, concluída em 1893 nas ruas 36 e Dearborn, no lado sul de Chicago.

## Biografia

### Vida
Augustus Tolton nasceu no Missouri, filho de Peter Paul Tolton e sua esposa Martha Jane Chisley, que foram escravizados. Sua mãe, que foi criada como católica, o nomeou em homenagem a um tio chamado Augusto. Ele foi batizado na Igreja Católica de São Pedro, perto de Rensselaer, Missouri, uma comunidade no nordeste do Missouri. Seu mestre era Stephen Elliott. Savilla Elliot, esposa de seu mestre, era a madrinha de Tolton.

### Liberdade
Como os membros da família Tolton conquistaram sua liberdade permanece um assunto de debate. Segundo relatos, Tolton contou a amigos e paroquianos que seu pai escapou primeiro e se juntou ao Exército da União. A mãe de Tolton fugiu com os filhos Samuel, Charley, Agostinho e Anne. Com a ajuda de soldados e policiais da União, ela atravessou o rio Mississippi e entrou no Estado Livre de Illinois. De acordo com os descendentes da família Elliott, no entanto, Stephen Elliott libertou todos os seus escravos no início da Guerra Civil Americana e permitiu que eles se mudassem para o norte. O pai de Agostinho morreu de disenteria antes do fim da guerra.  

### Vocação
Depois de chegarem a Quincy, Illinois, Martha, Augustus e Charley começaram a trabalhar na Herris Tobacco Company, onde faziam charutos. Após a morte de Charley em tenra idade, Agostinho conheceu Peter McGirr, um padre imigrante irlandês de Fintona, no Condado de Tyrone, que lhe deu a oportunidade de frequentar a escola paroquial de São Pedro durante os meses de inverno, quando a fábrica foi fechada. A decisão do padre foi controversa na paróquia. Embora os abolicionistas fossem ativos na cidade, muitos dos paroquianos de McGirr se opuseram a um estudante negro na escola de seus filhos. McGirr se manteve firme e permitiu que Tolton estudasse lá. Mais tarde, Tolton continuou os estudos diretamente com alguns padres.  
Apesar do apoio de McGirr, Tolton foi rejeitado por todos os seminários americanos aos quais se candidatou. Impressionado por suas qualidades pessoais, McGirr continuou a ajudá-lo e permitiu o estudo de Tolton em Roma. Tolton se formou na Faculdade St. Francis Solanus (atualmente Universidade de Quincy ) e frequentou a Pontifícia Universidade Urbaniana, onde se tornou fluente em italiano, além de estudar latim e grego.

### Sacerdócio

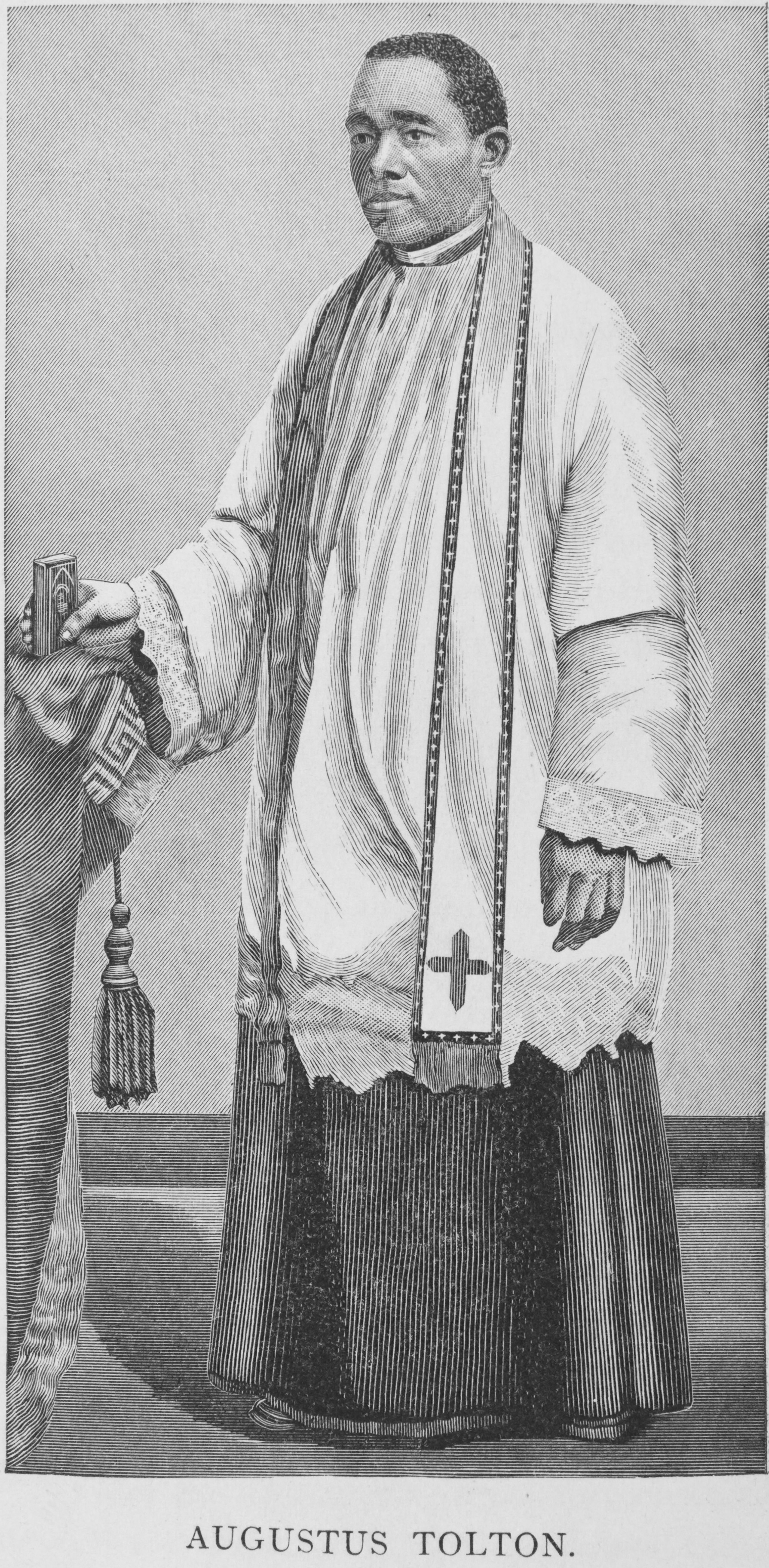
Tolton em 1887

Tolton foi ordenado ao sacerdócio em Roma em 1886, aos 31 anos. Sua primeira missa pública foi na Basílica de São Pedro no domingo de Páscoa em 1886. Esperando servir em uma missão africana, ele estudava suas culturas e idiomas regionais. Em vez disso, ele foi orientado a retornar aos Estados Unidos para servir a comunidade negra.
Tolton celebrou sua primeira missa nos Estados Unidos na igreja St. Boniface em Quincy. Ele tentou organizar uma paróquia lá, mas ao longo dos anos encontrou resistência de católicos brancos (muitos dos quais eram étnicos alemães) e negros protestantes, que não queriam que ele tentasse atrair pessoas para outra denominação. Ele organizou a Igreja Católica St. Joseph e a escola em Quincy, mas encontrou oposição do novo reitor da paróquia, que queria que ele afastasse os fiéis brancos de seus serviços.  
Após a transferência para Chicago, Tolton liderou uma sociedade missionária, a de Santo Agostinho, que se reunia no porão da Igreja de Santa Maria. Ele liderou o desenvolvimento e a administração da " paróquia nacional " negra da Igreja Católica de Santa Mônica, construída nas ruas 36 e Dearborn, no lado sul, em Chicago . A nave da igreja acomodava 850 paroquianos e foi construída com dinheiro dos filantropos Sra. Anne O'Neill e Katharine Drexel.
A Paróquia de Santa Mônica cresceu de 30 paroquianos para 600 com a construção do novo edifício da igreja. O sucesso de Tolton em ministrar aos católicos negros rapidamente lhe rendeu atenção nacional dentro da hierarquia católica. O "bom padre Gus", como era chamado por muitos, era conhecido por seus "sermões eloquentes, sua bela voz cantante e seu talento para tocar acordeão".
Vários artigos de notícias contemporâneos descrevem suas qualidades e importância pessoais. Um artigo de 1893 no Lewiston Daily Sun, escrito enquanto ele trabalhava para estabelecer St. Monica's para católicos afro-americanos em Chicago, dizia: "O padre Tolton ... é um orador fluente e gracioso e tem uma voz cantante de doçura excepcional, o que mostra para uma boa vantagem nos cantos da alta missa. Não é incomum que muitos brancos sejam vistos entre sua congregação. " Entre os católicos de Chicago, pe. Tolton recebeu uma calorosa recepção da Igreja dos Jesuítas da Sagrada Família e do St. Ignatius College (agora St. Ignatius College Prep, 1076 W. Roosevelt Road). Eles o convidaram a permanecer na residência dos jesuítas no prédio da escola em 1869 e a pregar na Missa Alta na Sagrada Família em 29 de janeiro de 1893. A Holy Family era então a maior paróquia de língua inglesa em Chicago, composta principalmente por imigrantes irlandeses e seus filhos que também estavam lutando para estabelecer um lar na cidade às vezes pouco acolhedora. Pe. Tolton apelou "em todas as missas" e arrecadou US $ 500 (US $ 14.000 em 2020) para a Igreja de Santa Mônica, que foi dedicada em 14 de janeiro de 1894.
NOTAS: “150 Anos de Fé e Educação” e “Claver Society a ser renomeada como Tolton Society”, Revista Saint Ignatius 11 no. 2 (verão de 2019); "Garantiu uma coleção de US $ 500", Chicago Tribune, 6 de fevereiro de 1893; "St. A Monica's é dedicada ”, Chicago Record, 15 de janeiro de 1894. A True Witness and Catholic Chronicle, em 1894, descreveu-o como "infatigável" em seus esforços para estabelecer a nova paróquia. Daniel Rudd, que organizou a Conferência Nacional Nacional dos Católicos Negros, realizada em 1889, foi citado na edição de 8 de novembro de 1888 do The Irish Canadian como comentário sobre o Congresso, dizendo: "Durante muito tempo, prevaleceu a idéia de que o negro não era procurado além da grade do altar e, por esse motivo, sem dúvida, centenas de jovens homens de cor que estariam oficiando na grade do altar hoje entraram em outras trilhas. Agora que essa idéia equivocada foi dissipada pelo advento de um sacerdote negro de sangue puro, o Rev. Augustus Tolton, muitos mais entraram nos seminários neste país e na Europa ". Outra indicação do destaque dado a Tolton por partes da hierarquia católica americana foi sua participação, alguns meses depois, no altar em uma celebração internacional do centenário do estabelecimento da primeira diocese católica dos EUA em Baltimore. Escrevendo sobre isso na edição de 11 de novembro de 1889 do New York Times, o correspondente observou que "quando o cardeal Gibbons se retirou para seu estrado [no altar da missa], os repórteres na galeria de imprensa improvisada notaram pela primeira vez, não a um metro e meio dele, no santuário, entre os abades e outros dignitários especiais, o rosto negro do padre Tolton de Chicago, o primeiro sacerdote católico de cor ordenado na América. "

### Morte

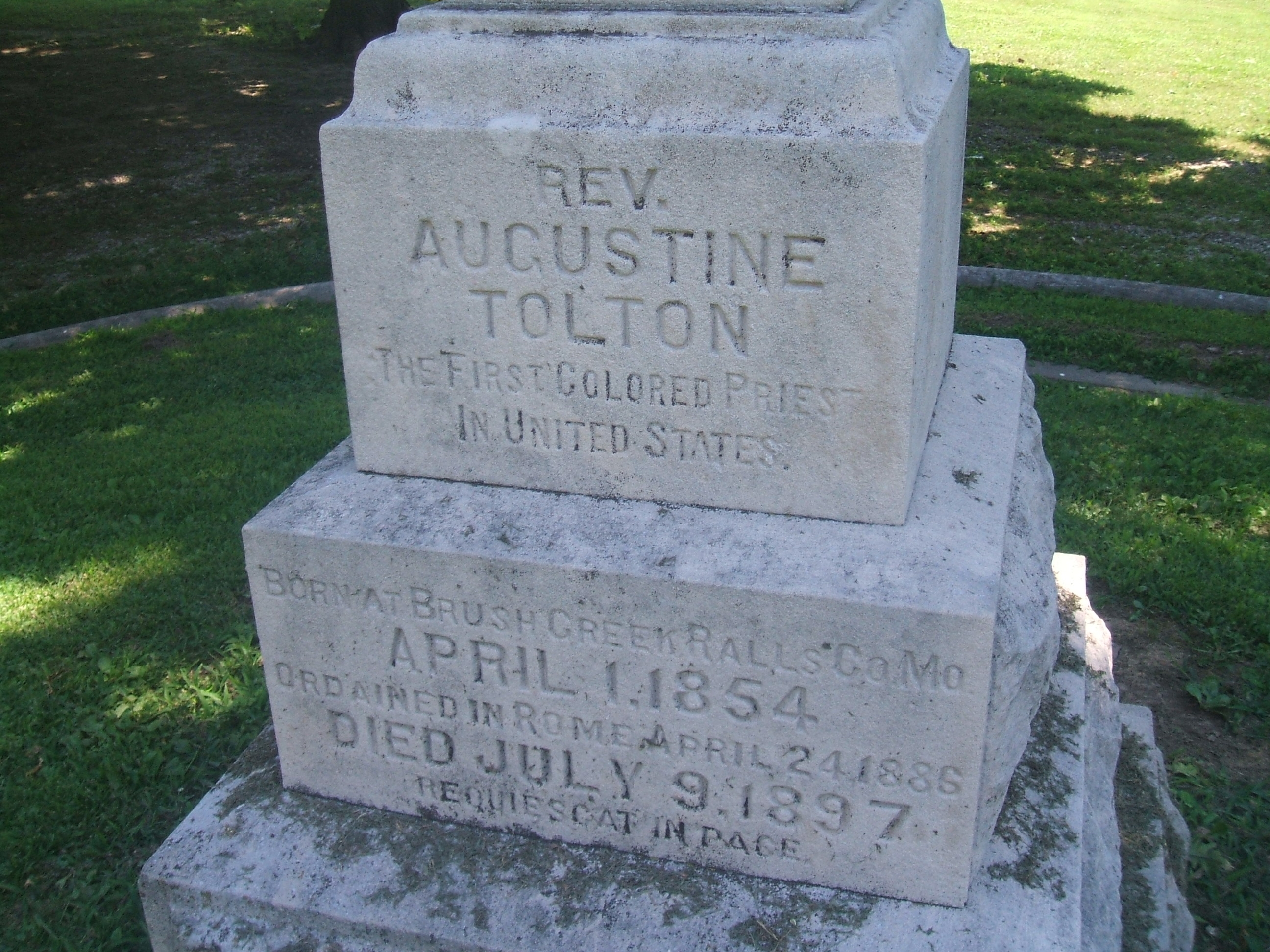
Túmulo de Tolton em Quincy, Illinois

Tolton começou a ser atormentado por "feitiços de doença" em 1893. Por causa deles, ele foi forçado a tirar uma licença temporária de suas funções na Paróquia de Santa Mônica em 1895.
Aos 43 anos, em 8 de julho de 1897, entrou em colapso e morreu no dia seguinte no Mercy Hospital, como resultado da onda de calor em Chicago em 1897. Após um funeral que incluiu 100 padres, Tolton foi enterrado no lote dos padres no cemitério de São Pedro em Quincy, que era seu desejo expresso.
Após a morte de Tolton, Santa Mônica foi feita uma missão da Igreja de Santa Isabel. Em 1924, foi fechada como uma paróquia nacional, já que os católicos negros optaram por frequentar igrejas paroquiais em seus próprios bairros.

## Legado e honras
- Tolton é o assunto da biografia de 1973 From Slave to Priest da irmã Caroline Hemesath.[1] O livro foi reeditado pela Ignatius Press em 2006.
- Em 1990, a irmã Jamie T. Phelps, OP, irmã Adrian Dominicana e membro do corpo docente do Departamento de Teologia da Catholic Theological Union, iniciou o Programa de Ministério Pastoral Augustus Tolton em consulta com Don Senior, Presidente da CTU, faculdade de teologia, e representantes da arquidiocese de Chicago, para preparar, educar e formar leigos católicos negros para a liderança ministerial na arquidiocese de Chicago.
- A Escola Católica Regional Padre Tolton abriu em Columbia, Missouri, em 2011.[12]
- A Augustus Tolton Catholic Academy foi aberta no outono de 2015 em Chicago, Illinois. A Tolton Academy é a primeira escola STREAM na Arquidiocese de Chicago. O foco em ciência, tecnologia, religião, engenharia, artes e matemática o diferencia como uma escola primária de primeira classe em Chicago. A Tolton Academy está localizada na Igreja de St. Columbanus.

## Causa para canonização
Em 2 de março de 2010, Francis George de Chicago anunciou que estava iniciando uma investigação oficial sobre a vida e as virtudes de Tolton, com o objetivo de abrir a causa de sua canonização. Essa causa de santidade também está sendo promovida pela diocese de Springfield, Illinois, onde Tolton serviu pela primeira vez como sacerdote, bem como pela diocese de Jefferson City, Missouri, onde sua família foi escravizada.
Em 24 de fevereiro de 2011, a Igreja Católica Romana começou oficialmente a introdução formal da causa da santidade de Tolton, que deve ocorrer em uma sessão pública. Ele agora é designado Servo de Deus Augustus Tolton. Também nessa época houve o estabelecimento de comissões históricas e teológicas, que investigarão a vida de Tolton, e a Guilda do Padre Tolton, responsável pela promoção de sua causa através de esforços espirituais e financeiros. George designou Joseph Perry, bispo auxiliar de Chicago, para ser o postulador diocesano da causa da canonização de Tolton.
Em 29 de setembro de 2014, George encerrou formalmente a investigação sobre a vida e as virtudes de Tolton. O dossiê da pesquisa sobre a vida de Tolton foi para o Vaticano, onde serão analisados os documentos coletados para apoiar sua causa, encadernados em um livro chamado " positio " ou documento oficial de posição, e avaliados por teólogos e, depois, esperam os partidários. ao papa, que pode declarar Tolton "venerável" se ele determinar que Tolton levou uma vida de virtude heróica.
Em 10 de dezembro de 2016, os restos mortais de Tolton foram exumados e verificados como parte do processo de canonização. Seguindo os procedimentos estabelecidos na lei canônica, um patologista forense verificou que os restos mortais (incluindo crânio, fêmures, costelas, vértebras, pelve e partes dos ossos do braço) pertencem a Tolton. Também foram encontrados o corpus de um crucifixo, parte de uma coleira romana, o corpus do rosário de Tolton e cacos de vidro indicando que seu caixão tinha um tampo de vidro. Após a verificação, os restos mortais foram vestidos com uma nova casula e enterrados.
Em 8 de Março de 2018, os historiadores que consultam a Congregação para as Causas dos Santos emitidos por unanimidade o seu consentimento para a causa de Tolton depois de ter recebido e bem avaliado da positio, que foi apresentado a eles. Em 5 de fevereiro de 2019, a comissão teológica de nove membros votou por unanimidade na aprovação da causa. Agora deve ser aprovado pelos cardeais e bispos da Congregação antes de ser passado ao papa para sua confirmação final.
Em 12 de junho de 2019, o Papa Francisco autorizou a promulgação de um "Decreto da Virtude Heroica", promovendo a causa do Servo de Deus Augustine Tolton. Com a promulgação do decreto da virtude heróica, Tolton recebeu o título de "Venerável". Se o caso progredir, a próxima etapa será a beatificação, seguida pela canonização.